# Apagão

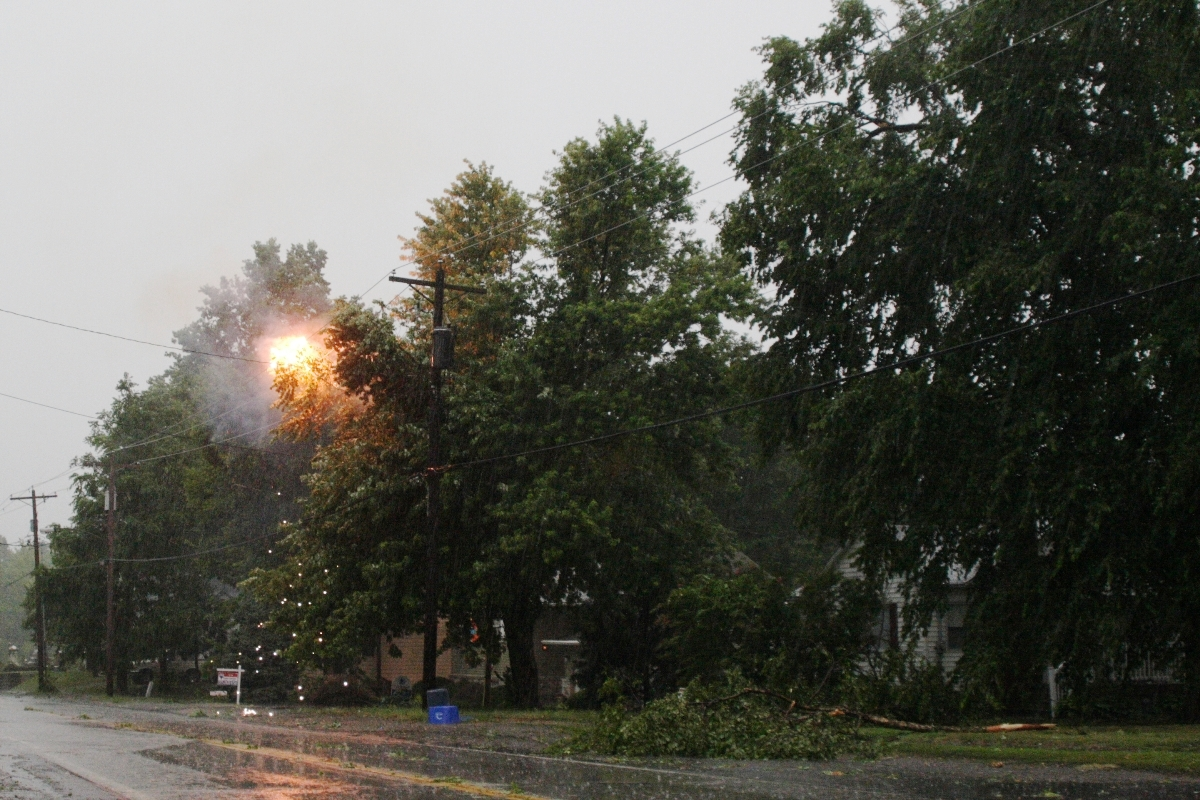
Fios de alta tensão rompidos, causa comum dos apagões

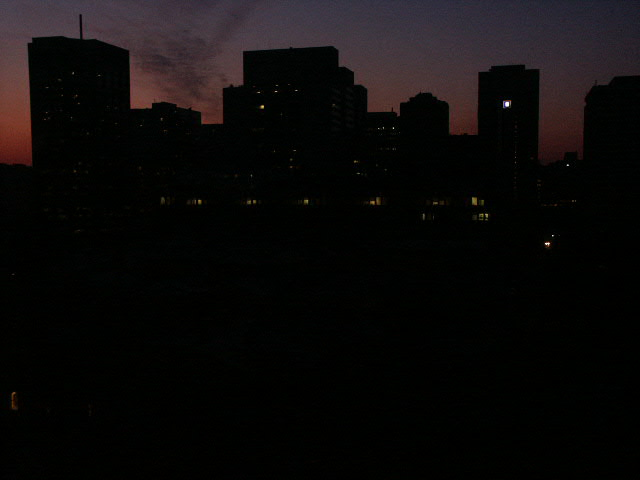
Cidade de Toronto, no Canadá, em agosto de 2003, durante apagão que afetou o sudeste do Canadá e o nordeste dos Estados Unidos.

Apagão (termo usado no Brasil e em Portugal) ou blecaute (aportuguesamento da palavra inglesa blackout, apenas usado no Brasil), é o corte ou colapso temporário do suprimento de energia elétrica em uma determinada área geográfica, que pode variar desde uma localidade ou bairro, até uma grande área metropolitana ou regiões inteiras de um ou mais países. Pode ser provocado por diferentes motivos, como acidentes, queda de linhas de transmissão, sobrecargas, pane parcial do sistema de geração ou de distribuição, ou ainda por medida de segurança nacional, como durante ataques aéreos contra cidades em períodos de guerras.
O termo em inglês blackout se popularizou depois do colapso elétrico ocorrido em 1965, quando o Nordeste dos Estados Unidos e parte do Canadá ficaram às escuras por cerca de 12 horas. Dentre os maiores apagões da história destaca-se o ocorrido entre 14 e 16 de agosto de 2003 nos Estados Unidos, que deixou mais de 50 milhões de pessoas sem luz por mais de um dia, afetando a vida de todo o sudeste do Canadá e nordeste dos Estados Unidos por cerca de três dias.
Em relação ao número de pessoas atingidas, os maiores apagões da história foram os ocorridos na Índia, em janeiro de 2001, que deixou mais de 220 milhões de pessoas sem luz, e o ocorrido na Indonésia, em agosto de 2005, afetando mais de 100 milhões de pessoas. Em novembro de 2006 vários países da parte ocidental da União Europeia foram afetados por um rápido apagão de cerca de 2 horas.
Os seguidos apagões na Califórnia entre 2001 e 2003 estão entre os que provocaram os maiores prejuízos econômicos da história, devido à frequência com que ocorreram e ao fato de provocarem a paralisação das atividades produtivas no estado mais rico dos Estados Unidos. Apagões também tem sido usados como arma de guerra.

## Principais causas dos apagões

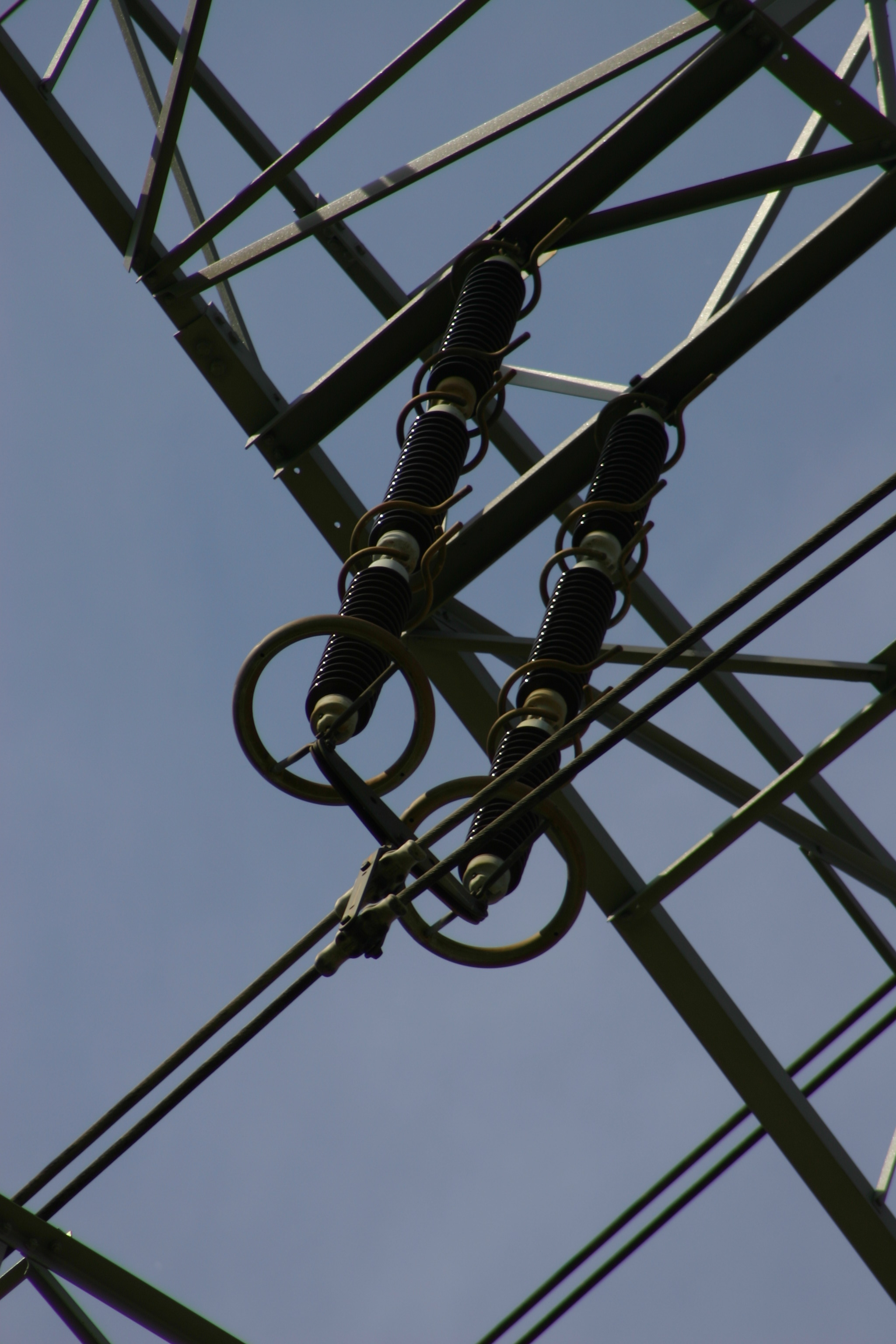
Detalhe de uma coluna de isoladores em uma torre. Os anéis próximos aos cabos e nas ferragens dos isoladores são usados para uniformizar o campo eléctrico, reduzindo o efeito corona.

A maior parte dos apagões regionais ou locais é causado por danos aos sistema de alimentação ou de transmissão das redes de transmissão de energia elétrica. Estes danos geralmente são pontuais e localizados, na maior parte das vezes relacionados a acidentes locais como queda de árvores, postes ou torres de transmissão, principalmente durante tempestades ou vendavais.
Os danos à infra-estrutura de transmissão de energia elétrica também podem ocorrer como decorrência de descargas elétricas (raios) simultâneas na rede ou em subestações, desde que provocando sobrecargas nos sistemas de transmissão, fusíveis ou transformadores. Nestes casos, ocorre a chamada sobrecarga elétrica geralmente ligada a um curto-circuito, quando a passagem de corrente elétrica é maior do que um circuito suporta devido à redução abrupta da impedância do mesmo. Normalmente o curto-circuito provoca danos tanto no circuito elétrico em que ocorre como no elemento que causou a redução de impedância.

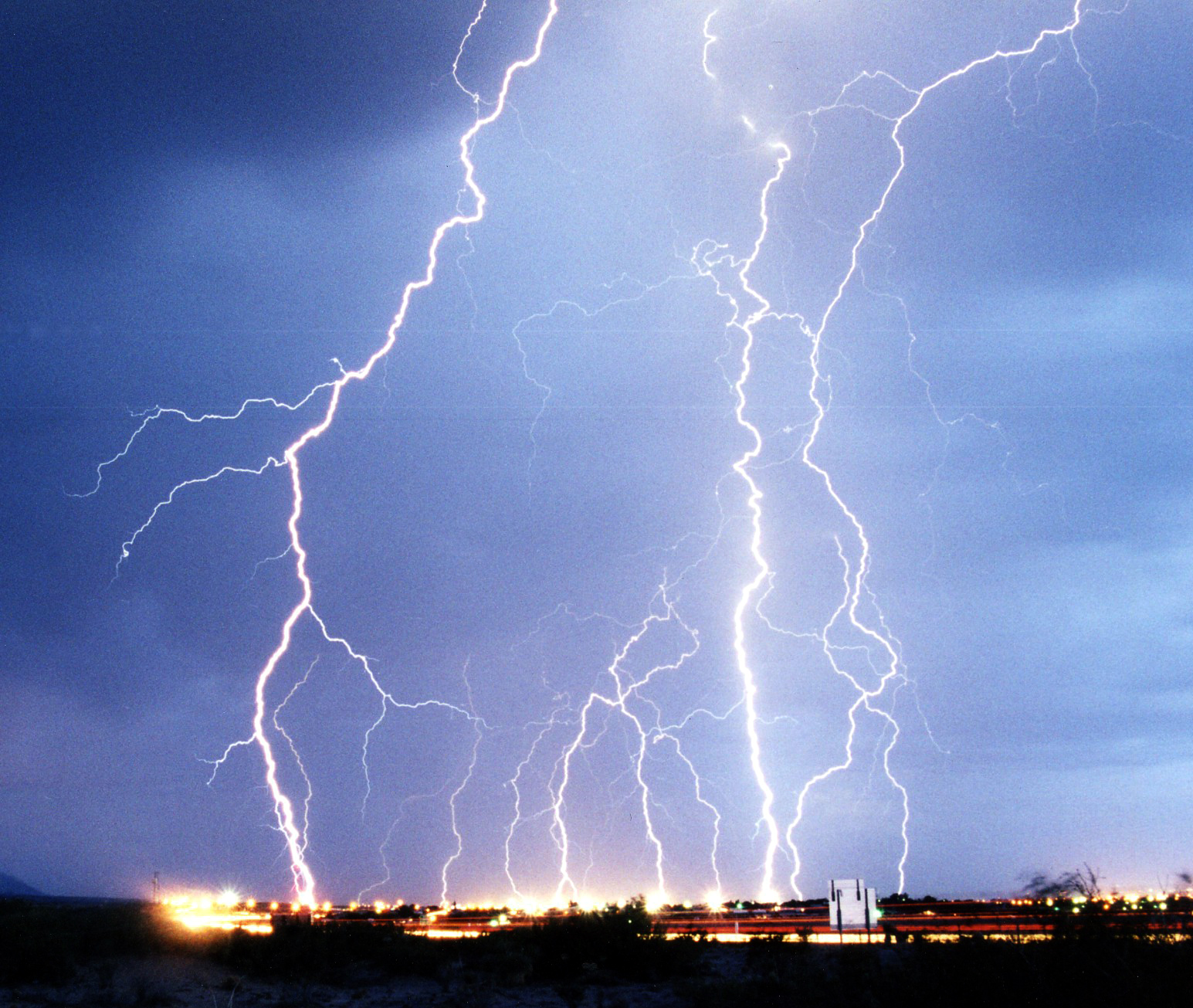
Descargas elétricas atmosféricas podem provocar sobrecarga em pontos da rede elétrica

A sobrecarga de uma estação elétrica pode provocar o chamado efeito em cadeia, quando a queda de uma unidade transmissora ou um transformador provoca sobrecarga nos equipamentos similares em sequência, resultando em colapso da rede elétrica de uma região.
A escassez relativa de energia, ou seja, a demanda maior que a capacidade de produção de energia, levou a um nível crônico de risco de apagões no Brasil entre 1999 e 2001. Isto levou o país a criar um programa de racionamento de energia elétrica de quase um ano, durante o ano de 2001, que ficou popularmente conhecido como o "apagão elétrico de 2001". Aquele "apagão" foi resultado da conjunção de vários fatores, principalmente a ausência de investimentos estatais na construção de novas hidroelétricas ou na ampliação da rede de distribuição elétrica por mais de uma década. Isto provocou uma sobrecarga crônica do sistema elétrico, deixou o nível dos reservatórios baixos demais, a ponto do sistema colapsar diante de um curto período de seca regional mais prolongada, com chuvas menos intensas no país (ver: Escândalo do apagão).

## Apagões no Brasil
O primeiro blecaute de grandes proporções no Brasil ocorreu no dia 18 de abril de 1984. Um incêndio ocorrido na subestação Jaguara da usina hidrelétrica homônima, localizada entre Minas Gerais e São Paulo, causou um apagão que afetou 12 milhões de pessoas nos estados de São Paulo, Rio de Janeiro, Minas Gerais,Espírito Santo além de partes do Mato Grosso do Sul e Goiás.
Em 17 de setembro de 1985, uma sobrecarga do sistema na cidade de São Roque, estado de São Paulo, provocou o apagão de 17 de Setembro de 1985. Este apagão atingiu nove estados, incluindo todos os estados das regiões Sul e Sudeste.
Na década de 1990, houve o blecaute de 11 de Março de 1999, que atingiu grande parte do território do Brasil, deixando mais de 60 milhões de pessoas sem luz por cerca de quatro horas. Este episódio causou algumas horas de verdadeiro caos em metrópoles como Porto Alegre, Belo Horizonte, São Paulo e Rio de Janeiro.
Na noite de 10 de Novembro de 2009, uma possível falha no Sistema Integrado de Distribuição de energia elétrica provocou o maior apagão da história do Brasil, atingindo 18 estados, além de um corte de 30 minutos no fornecimento em 87% do território do Paraguai, afetando diretamente mais de 60 milhões de pessoas.

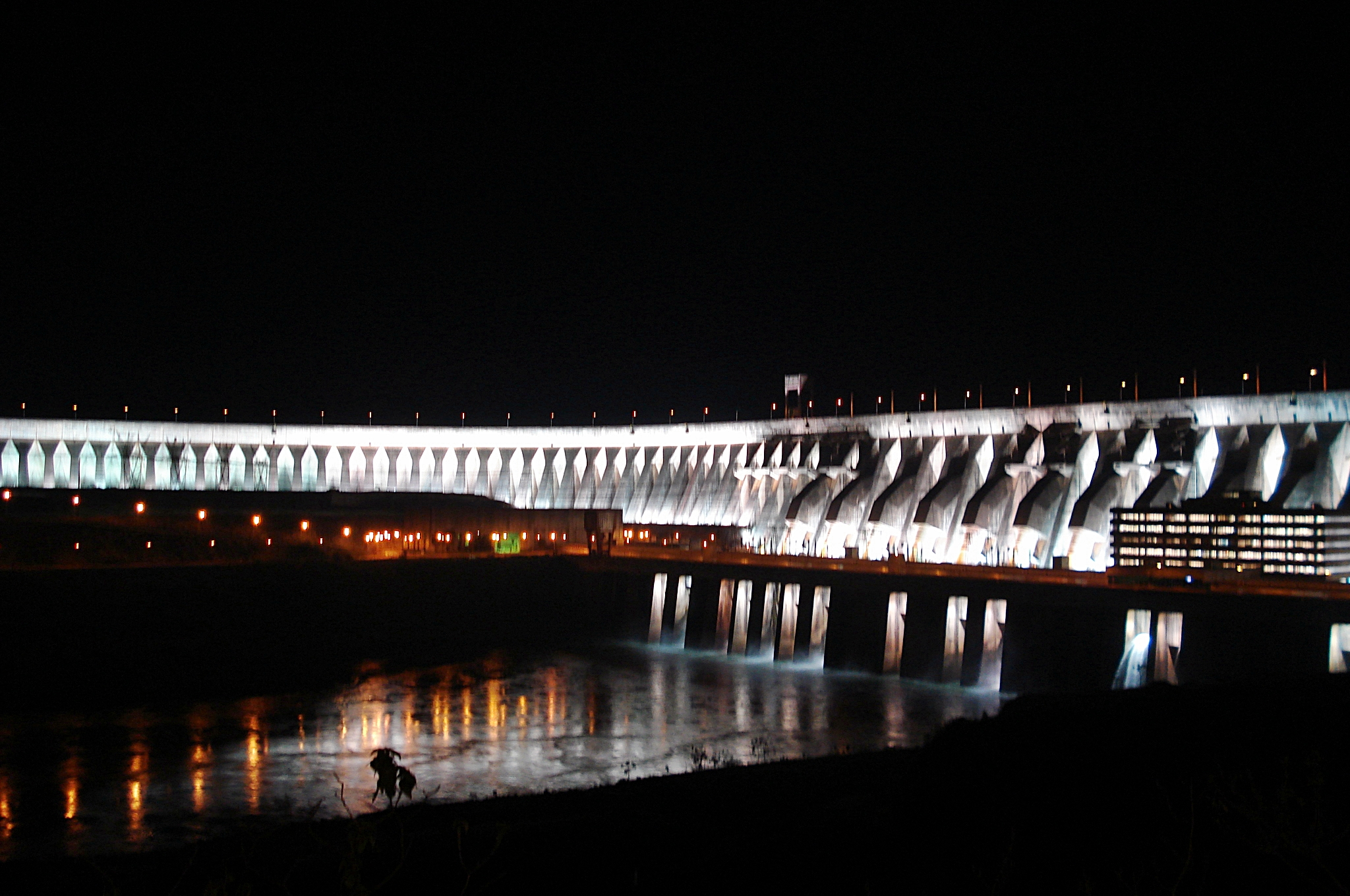
Usina Hidrelétrica de Itaipu, responsável pelo pela produção de cerca de 20% da energia elétrica consumida pelo Brasil.

A Usina de Itaipu alegou que não ocorreu nenhuma falha no sistema de geração de energia, mas que a falha deve ter ocorrido no sistema de transmissão nas linhas de Furnas. Este tem sido considerado um dos maiores apagões que o país já enfrentou, tendo grande repercussão em redes de comunicação instantânea como o Twitter  e também repercussão internacional, noticiadas por redes como: CNN, The New York Times, CBS e BBC. A rede CBS difundiu a hipótese de que este episódio, assim como apagões anteriores provocados no Brasil em 2005 e 2007, foram provocados por ataques de hackers contra o sistema de computadores de controle da rede elétrica. O governo descartou completamente esta hipótese.
A Associação Brasileira das Grandes Empresas de Transmissão de Energia Elétrica (Abrate) descartou as hipóteses de queda de linhas de transmissão e de sobrecarga devido a tempestade de raios ocorridas simultaneamente em diversas linhas de transmissão. A Abrate manteve a explicação de que uma falha inicial em um disjuntor ou subestação teria desencadeado um efeito dominó que desligou preventivamente outras linhas, sem definir exatamente como isto teve início.
A ONS defende que o desligamento de parte do Sistema Interligado Nacional (SIN) teve início com a pane de três linhas de 750 quilovolts (kV) e do elo de corrente contínua da rede que leva energia de Usina Binacional de Itaipu ao SIN no Sudeste e Centro-Oeste do país.

### Os apagões de2005e2007e a hipótese do ciberataque

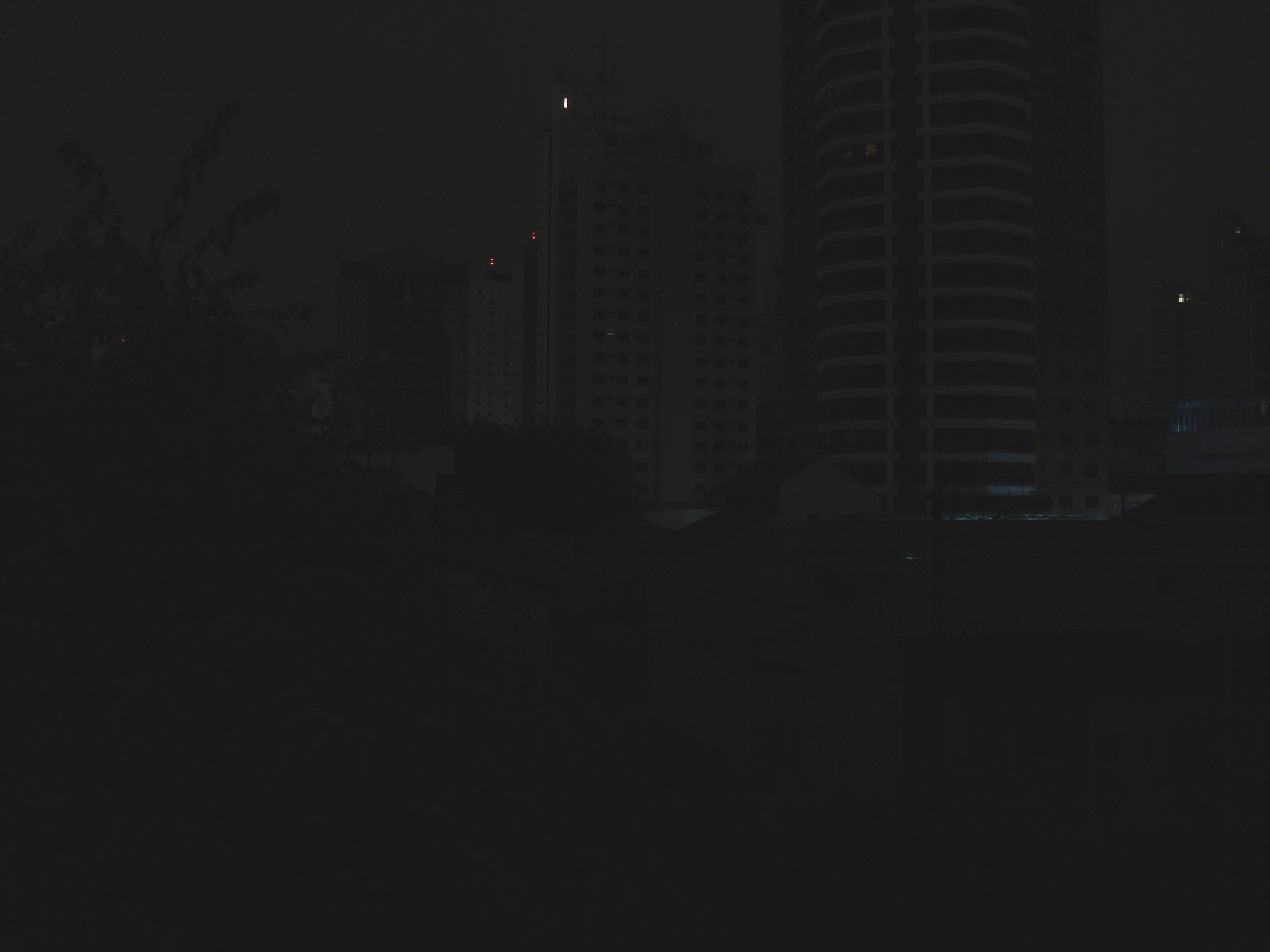
Alto de Santana em São Paulo, no apagão de 2009.

O apagão regional de 2005 foi considerado por alguns como resultado da grave seca na região norte e nordeste, as mais afetas pela redução parcial do nível dos reservatório das hidrelétricas brasileiras. Entretanto, a rede de televisão estadunidense CBS levanta a hipótese de sabotagem ocorrido através de um ataque de hackers. Semelhanças com o apagão regional ocorrido em 2007, quando o nível das usinas hidrelétricas estava elevado, levaram muitos especialistas a defender que estes processos teriam sido causados por um ciberataque (do inglês cyberwar) de hackers mal intencionados (crackers), que atacaram o sistema de computadores de controle digital da rede de distribuição elétrica brasileira. Outros técnicos levantam a falta de investimentos em linhas de transmissão e mau gerenciamento do sistema. A tese de ataque hacker foi reforçada por declarações de especialistas americanos em guerra cibernética  e popularizada pelo video documentário "60 Minutes" produzido pela CBS sobre este tema. O vídeo defende explicitamente que estes episódios ocorridos no Brasil foram obra de crackers.
Entretanto, as autoridades responsáveis no Brasil reforçam que não existem evidências que comprovem esta hipótese.
No dia 15 de agosto ás 08:31 um apagão atingiu todo o Brasil, exceto o estado de Roraima.